# Kleine Kammer
Bei der kleinen Kammer eines Parlamentes in einem Zweikammersystem handelt es sich oft um eine Vertretung der Gliedstaaten oder der Regionen, auch als Senat bezeichnet, in Deutschland und Österreich als Bundesrat, in der Schweiz als Ständerat.
Historisch bestand in vielen Monarchien ein Herrenhaus oder Oberhaus (englisch upper house, französisch chambre haute), in dem die Vertretung der Oberschicht, wie Stände, Adel und Klerus, tagte. Im Vereinigten Königreich besteht dies noch heute als House of Lords. Die größere Kammer der parlamentarischen Vertretung ist dementsprechend das Unterhaus, in dem die Volksvertretung tagt.

## Begriff

### Historisch
Historisch war das Oberhaus diejenige Parlamentskammer, in der Adel, Klerus und Universitäten vertreten sind. Die Vorrechte des Adels, die sich in dieser Regelung spiegelten, zeigen sich auch in der Bezeichnung: Genauso wie der Adel in der damaligen Vorstellung über dem gemeinen Volk stand, so war das Oberhaus die obere Kammer, in der die „wichtigen“ Personen vertreten waren. Entsprechend sprach man vom Oberhaus auch als erste Kammer. In den Niederlanden wird noch der Senat als Erste Kammer und die Volksvertretung als Zweite Kammer bezeichnet.
1787 wurde in den USA der Connecticut-Kompromiss geschlossen, wo beide Modelle, eine Vertretung nach Anzahl Bevölkerung, das Repräsentantenhaus, und eine gleichberechtigte Vertretung der Bundesstaaten, der Senat, im Kongress abgebildet wurden. Die Gründungsväter verwendeten in den Federalist Papers die Begriffe Oberhaus und Unterhaus nicht mehr.
1848 kopierten die Schweizer dieses US-amerikanische Modell mit ihrem Nationalrat als Vertretung nach Anzahl der Bevölkerung, und Ständerat als Vertretung der Kantone. Wie in den USA wurde damit sichergestellt, dass ein bevölkerungsmäßig übermächtiges Zürich nicht die kleinen Kantone dominiert. Die Kammern werden erstmals in der deutschen Sprache als große und kleine Kammer bezeichnet.

### Politikwissenschaftlich
In der Politikwissenschaft wird für die Beschreibung moderner Zweikammersysteme hingegen teilweise eine andere (diametral entgegengesetzte) Definition verwendet: Der hier beschriebene Typ einer Parlamentskammer wird dabei als „kleine Kammer“ oder „zweite Kammer“ bezeichnet. Die kleine Kammer hat weniger Mitglieder und ist oft auch die weniger mächtige Kammer. Neben den oben beschriebenen historischen Oberhäusern werden hier als Merkmale aufgeführt, dass die kleine Kammer meist stärker disproportional besetzt ist, um bestimmte Interessen stärker zu repräsentieren. Diese sind häufig regionaler bzw. föderaler Natur. Zweikammersysteme existieren aus diesem Grund vor allem in Flächenstaaten, in Staaten mit unterschiedlichen Religionen oder Sprachen.

## Prinzipien
Im Zweikammersystem kann die kleine Kammer folgende Prinzipien realisieren:
- das feudale (monarchische oder grundherrschaftliche) oder klerikale (kirchliche) Prinzip;
- das föderale (bundesstaatliche) oder munizipale (auf Bezirke oder Gemeinden beruhende) Prinzip;
- das berufs- und besitzständige oder wirtschaftlich-soziale Prinzip.[2]

## Theorie und historischer Hintergrund
Die Mehrzahl der kleinen Kammern trägt in ihrem jeweiligen Namen eine der Bezeichnungen „Senat“ oder „Rat“.:4f. Sprachgeschichtlich lässt sich so auf die historische Entstehung der kleinen Kammern sowie auf die ihnen angedachten Aufgaben schließen. Der Name des senatus, des antiken römischen Senates, leitet sich von lateinisch senex ab, was sich etwa mit „alter Mann“ übersetzen lässt. Der senatus sollte also ein Organ der weisen Greise sein, die ihren Rat erteilten: besonnen und maßvoll. An diese Besonnenheit anknüpfend definierte der Philosoph James Harrington 1656 die Aufgabe einer zweiten Kammer damit, „Gesetzesvorschläge zu beraten und auszuarbeiten, über die dann das […] Repräsentantenhaus entscheiden soll“:6
Diese Vorstellung von einem Senat mit ausschließlichem Initiativrecht wandelte sich mit der Zeit. Ein Aspekt lässt sich jedoch auch noch in jüngeren Schriften finden: die Besonnenheit. Ein Vorwurf, der der Demokratie von Zeit zu Zeit gemacht wird, ist die Behauptung, sie sei im Grunde eine Diktatur der Mehrheit. In vielen Demokratieverständnissen spielt daher auch eher konsensorientierte Entscheidungsfindung eine Rolle. So schreibt etwa die Politologin Heidrun Abromeit: „Demokratie mit der einfachen Mehrheitsregel gleichzusetzen, ist durch nichts gerechtfertigt als durch Ungeduld.“ In diesem Sinne sah auch John Stuart Mill bereits im 19. Jahrhundert die Notwendigkeit einer zweiten Parlamentskammer, um „die Bereitschaft zum Kompromiß“ und zu Zugeständnissen zu erhöhen.
Eine zweite Kammer soll also dem Schutz von Minderheiten bzw. Partikularinteressen dienen. Diese Minderheiten können etwa ständische (wie im britischen House of Lords), berufsständische (wie im irischen Seanad) oder auch ethnische sein. Am häufigsten bilden die zweiten Kammern jedoch territoriale Interessen ab.
Kleine Kammer heute
Eine kleine Kammer ist heutzutage in föderalen Systemen wesentlich etablierter und akzeptierter als in rein unitarischen Staaten.:11 Dies führte in der Vergangenheit auch zu mehreren Auflösungen bestehender Kammern; so etwa in Dänemark, Neuseeland und Schweden.:15 Auch in anderen Ländern wird über eine Abschaffung nachgedacht. Neue Kammern entstanden hingegen nahezu ausschließlich in den Nachfolgestaaten der Sowjetunion, von denen etwa die Hälfte föderal organisiert ist.:15
Dennoch verfügt derzeit noch etwa ein Drittel aller parlamentarischen Demokratien über eine zweite Kammer. Die Frage, welche Rollen diese Kammern in politischen Systemen einnehmen, wird daher gegenwärtig in der Politikwissenschaft diskutiert.

## Beispiele
Beispiele für bestehende kleine Kammern sind das britische House of Lords, der österreichische Bundesrat, der schweizerische Ständerat, der Senat der Vereinigten Staaten, der französische Senat sowie die erste Kammer der niederländischen Generalstaaten („Senaat“).
Der deutsche Bundesrat ist aus staatsrechtlicher Sicht keine parlamentarische Kammer, da er aus weisungsgebundenen Vertretern der Landesregierungen besteht (und insofern eher mit dem EU-Ministerrat vergleichbar ist), ein selbstständiges Verfassungsorgan darstellt und „[…][nicht] gleichwertig mit der ‚ersten Kammer‘ entscheidend am Gesetzgebungsverfahren beteiligt[…]“ ist. Allerdings wird er in der Politikwissenschaft analytisch wie eine erste Kammer behandelt.
Der 1848/1849 eingerichtete Preußische Landtag hatte zwei Kammern. 1855 wurden sie umbenannt: Die erste hieß fortan Herrenhaus, die zweite Abgeordnetenhaus. Nach der Revolution 1918 wurde aus dem Herrenhaus der Staatsrat, vergleichbar mit dem späteren Reichsrat, und aus dem Abgeordnetenhaus der Landtag.